# 察隅耳蕨
察隅耳蕨（学名：Polystichum zayuense）为鳞毛蕨科耳蕨属下的一个种。

## 扩展阅读
- 維基物種上的相關：察隅耳蕨